# زیردریایی کی-۲۸۴ اکولا
زیردریایی کی-۲۸۴ اکولا (به انگلیسی: Russian submarine K-284 Akula) یک زیردریایی است که طول آن 114.3 meters می‌باشد. این زیردریایی  در سال ۱۹۸۴ ساخته شد.